# Astragalus suprapilosus
Astragalus suprapilosus är en ärtväxtart som beskrevs av Nikolai Fedorovich Gontscharow. Astragalus suprapilosus ingår i släktet vedlar, och familjen ärtväxter. Inga underarter finns listade i Catalogue of Life.